# Victoria Pratt
Pour les articles homonymes, voir Pratt.
Victoria Pratt (également créditée sous le nom de Vicky Pratt) est une actrice canadienne née le 18 décembre 1970 à Chesley, en Ontario (Canada).

## Biographie
Victoria Pratt est une athlète avant tout. Elle a décroché plusieurs médailles en athlétisme, sur les haies, tant au niveau provincial que national. Un talent qui lui a ouvert les portes de la York University, à Toronto, où elle a obtenu un diplôme de kinésiologie (étude scientifique des mouvements humains). Elle a même travaillé quelques mois dans le labo de l'établissement. Elle a ensuite écrit un livre de fitness et de culturisme avec l'un de ses anciens professeurs, avant de collaborer régulièrement à MuscleMag.
L'éditeur de ce magazine spécialisé, Robert Kennedy n'a pas tardé à utiliser « son sourire craquant, son physique athlétique et sa plastique naturelle » sur ses couvertures, précipitant l'entrée de Victoria Pratt dans le monde du show-business, non sans lui avoir conseillé de prendre quelques cours de comédie, ce qu'elle fit pendant deux ans.
Elle abandonne cette carrière pour se consacrer à la comédie. Elle débute dans ce domaine en animant une émission sur les sports extrêmes sur la chaîne Discovery Channel. Dès sa première audition, elle décroche un rôle dans la nouvelle série de John Woo, Les Repentis. Une apparition qui devait rester sans lendemain, mais qui se transforma en personnage récurrent. Elle jouera également le rôle de Cyane dans Xena, la guerrière durant deux épisodes.
Elle obtient le rôle de Sarge dans Cleopatra 2525 en 2000. Il y aura deux saisons de 14 épisodes chacune. Son personnage partage la vedette avec Hel et Cleopatra. On la verra dans quelques films comme Blacktop ou Legacy. C’est en 2001 qu’elle décroche le rôle de Shalimar Fox dans Mutant X.
Aujourd'hui, Victoria Pratt continue d'entretenir sa forme, notamment en pratiquant le karaté Shotokan et le kick boxing.
Elle est mariée au producteur T.J Scott depuis 2000.

## Filmographie

### Cinéma
- 1998 : Traque infernale (Legacy)
- 1999 : Whatever It Takes (non créditée au générique)
- 2000 : Blacktop
- 2002 : The Mallory Effect
- 2002 : Opération tornade
- 2005 : Un mariage à l'épreuve
- 2005 : Comedy Hell
- 2006 : Brotherhood of Blood
- 2006 : What Love Is
- 2006 : Marché de dupes
- 2015 : June de L. Gustavo Cooper : Lyli Anderson
- 2021 : Apache Junction de Justin Lee : Christine Williams
- 2022 : Desperate Riders de Michael Feifer : Carol, mère de Bill
- 2023 : Among Wolves de Justin Lee : Elizabeth

### Télévision

#### Séries télévisées
- 1997-1998 : Les Repentis : Jackie Janczyk
- 1998 : Xena, la guerrière (saison 4, épisodes 1 & 2) : Cyane
- 1999 : Forbidden Island (saison 1, épisode 1) : Wikles
- 2000 : Cleopatra 2525 : Rose "Sarge"
- 2000 : First Wave (saison 2, épisode 21) : Claire Wilson
- 2001-2004 : Mutant X : Shalimar Fox
- 2006-2007 : Day Break : Andrea Battle
- 2007 : Ghost Whisperer (saison 3, épisode 6) : la professeur Claudia Pollili
- 2008 : Moonlight (saison 1, épisode 13) : Dee Dee Dwight
- 2008 : Life (saison 2, épisode 9) : Diane Graham
- 2008 : Fear Itself (Episode 13 : Le cercle) : Robbie Collins
- 2009 : Les Experts (saison 9, épisode 11) : Carla Banks
- 2009 : Cold Case : Affaires classées (saison 6, épisode 18) : Vanessa Quarterman
- 2010 : NCIS : Enquêtes spéciales (saison 7, épisode 13 Jetlag) : Tiffany
- 2011 : Lie to Me (saison 3, épisode 10) : Lily Walker
- 2013 : Castle (saison 5, épisode 10 : Significant Others) : Jane Garrison / Leann Piper
- 2014 : Heartland : Casey McMurtry
- 2015 : Hawaii 5-0 (saison 6, épisode 5) : Jane Harper
- 2018 : Caught (Mini-série) (épisodes 1 & 5) : Doloris Patterson

#### Téléfilms
- 1997 : Once a Thief: Brother Against Brother : Jackie Janczyk
- 1998 : Once a Thief: Family Business : Jackie Janczyk
- 2000 : Blacktop : Charlie
- 2005 : Meurtre au Présidio (Murder at the Presidio) : Caporal Tara Jeffries
- 2005 : House of the Dead 2 : Henson
- 2005 : Mayday (en) : Simms
- 2006 : Marché de dupes (Her Fatal Flaw) : Laney Hennessy
- 2006 : Kraken : Le Monstre des profondeurs (Kraken: Tentacles of the Deep) de Tibor Takács : Nicole Ferrin
- 2007 : Hush Little Baby : Jamie
- 2008 : Voyage au centre de la Terre (Journey to the Center of the Earth) de T.J. Scott : Martha Dennison
- 2010 : Proliférations : Alicia
- 2011 : Un amour ne meurt jamais (A Valentine's Date) : Anne Marie
- 2012 : La vengeance de Gina : Brynn Randall
- 2012 : Echoes : Karen
- 2013 : Au cœur de la tornade (Christmas Twister) : Addison
- 2014 : Un homme inquiétant (A Daughter's Nightmare) : Dana
- 2015 : Mémoire trouble (A Date to Die For) : Laura Armstrong
- 2015 : Un patient troublant : Victoria Wrightmar
- 2016 : Vol 192 de Nadeem Soumah : la prétendue Michelle Taylor
- 2017 : Disparitions sur le campus (Campus Caller) : Détective Victoria Duncan
- 2017 : Ma fille est innocente ! (Precious Things) : Lisa Mitchell

#### Émission de télévision
- 1996 : Go for It! (coprésentation)